# Пресіан II
Пресіан II (болг. Пресиян II) — цар Західного Болгарського царства упродовж короткого періоду 1018 року. Він, ймовірно, народився 996 чи 997 року й помер у вигнанні 1060 чи 1061 року. Пресіан II був єдиним і законним претендентом на престол 1018 року та стояв на чолі спротиву візантійському завоюванню, але правив надто короткий час і тому часто не включається до списку болгарських царів.
Пресіан II був старшим сином царя Івана Владислава та його дружини Марії. У лютому 1018 року Іван Владислав загинув під час облоги Дурреса, а імператор Василій II вторгся до Болгарії. Більша частина знаті, включаючи царицю Марію та патріарха, здались йому. Хоча столиця, Охрид, також була захоплена, частина знаті та війська об'єднались навколо Пресіана II як законного спадкоємця батька. Пресіан і його брати Арон та Алусіан тривало й запекло опирались візантійському вторгненню поблизу гори Томор на території сучасної Албанії. Зрештою Пресіан і його брати були змушені здатись та були відправлені до візантійського двору в Константинополь. Пресіан здобув там високий чин магістра, так само як і попередній болгарський цар, скинутий візантійцями, Борис II.
У 1020-х роках Пресіан взяв участь у змові, організованій братом його сестри Романом Куркуасом, з метою усунення імператора Костянтина VIII. Був відправлений у заслання й повернувся з нього після воцаріння Романа III 1029 року, після чого знову був звинувачений у змові, тепер уже разом зі своєю матір'ю. Цього разу Пресіан планував одружитись із Теодорою, яка була дочкою Костянтина VIII, і захопити трон. Після розкриття змови Пресіан був осліплений і пострижений у ченці в 1030 році. Його подальша доля невідома, проте в Михайлівцях у Словаччині (на той час частина Угорщини) є могильний камінь з написом «Князь Пресіан», який вказує, що він міг потрапити до Угорщини й там померти 1060 чи 1061 року.